# Jaskinia Odkrywców
Die Höhle Jaskinia Odkrywców (deutsch: Höhle der Entdecker) ist eine Schauhöhle im Massiv des Heiligkreuzgebirges in Kielce in Polen.
Die Höhle ist eine von vier Schauhöhlen in dem ehemaligen Steinbruch Kadzienia im Stadtgebiet von Kielce, ist ca. 2392 Meter lang und ihre Öffnung liegt auf einer Höhe von 257 m n.p.m. Der Name lässt sich als Höhle der Entdecker übersetzen.